# Lukáš Melich
Lukáš Melich (República Checa, 16 de septiembre de 1980) es un atleta checo, especialista en la prueba de lanzamiento de martillo, con la que llegó a ser medallista de bronce mundial en 2013.

## Carrera deportiva
En el Mundial de Moscú 2013 gana la medalla de bronce en lanzamiento de martillo, quedando situado en el podio tras el polaco Paweł Fajdek y el húngaro Krisztián Pars.